# Episodi di Harrow (terza stagione)
La terza e ultima stagione della serie televisiva Harrow, composta da 10 episodi, è stata trasmessa in Australia dal canale ABC dal 7 febbraio al 11 aprile 2021.
In Italia è andata in onda sul canale a pagamento Sky Fox Crime dal 26 marzo al 21 maggio 2021.
| n° | Titolo originale                                                        | Titolo italiano                            | Prima TV Australia | Prima TV Italia |
| -- | ----------------------------------------------------------------------- | ------------------------------------------ | ------------------ | --------------- |
| 1  | Mater Semper Certa Est (The Mother Is Always Certain)                   | Una madre è sempre certa                   | 7 febbraio 2021    | 26 marzo 2021   |
| 2  | Damnant Quod Non Intellegunt (They Condemn What They Do Not Understand) | Condannano ciò che loro non capiscono      | 14 febbraio 2021   | 26 marzo 2021   |
| 3  | Tarde Venientibus Ossa (For Those Who Come Late, Only the Bones)        | Per chi arriva tardi, troverà solo le ossa | 21 febbraio 2021   | 2 aprile 2021   |
| 4  | Per Stirpes (By Roots)                                                  | Dalle radici                               | 28 febbraio 2021   | 9 aprile 2021   |
| 5  | Ut Biberent Quoniam Esse Nollent (Let Them Drink, Since They Won't Eat) | Lasciamoli bere, così non hanno fame       | 7 marzo 2021       | 16 aprile 2021  |
| 6  | Ne Puero Gladium (Don't Give a Sword to a Boy)                          | Non dare una spada ad un ragazzo           | 14 marzo 2021      | 23 aprile 2021  |
| 7  | Sola Dosis Facit Venenum (The Dose Makes the Poison)                    | La dose fa il veleno                       | 21 marzo 2021      | 30 aprile 2021  |
| 8  | Alea Iacta Est (The Die Has Been Cast)                                  | Il dado è tratto                           | 28 marzo 2021      | 7 maggio 2021   |
| 9  | Quam Innocentem Damnari (An Innocent Man Is Punished)                   | Come viene punito un uomo innocente        | 4 aprile 2021      | 14 maggio 2021  |
| 10 | Ab Initio (From the Beginning)                                          | Dall'inizio                                | 11 aprile 2021     | 21 maggio 2021  |